# 伊藤武雄 (1895年生のドイツ文学者)
伊藤 武雄（いとう たけお、1895年4月9日 - 1971年2月24日）は、日本のドイツ文学者。

## 経歴
1895年、神奈川県横須賀市生まれ。東京帝国大学文学部独文科で学び、1918年に卒業した。
卒業後は第四高等学校教授となった。戦後の1949年7月、第14代第四高等学校校長となった(1950年3月まで)。一方で、同1949年は国立学校設置法の施行による新制金沢大学が設置され、包摂されることとなったことから金沢大学教授となった。1960年に金沢大学を定年退官し、名誉教授となった。その後は桃山学院大学教授として教鞭をとった。
なお、1909年生まれのドイツ文学者に名古屋大学教授を務めた伊藤武雄がいるが、全くの別人である。2人は往復書簡を交わしたりしている。

## 著作

### 著書
- 『百日紅』(随筆集) 北国出版社 1969年

### 翻訳
- 『シュニッツレル短篇集』岩波書店 1921年
- 『海戦』ゲエリング著, 金星堂(先駆芸術叢書) 1924年
- 『不和・孤独』(ストリンドベルク小説全集 4) 新潮社 1924年
- 『ザツフオー 五幕悲劇』グリルパルツエル著, 岩波書店(独逸文学叢書) 1926年
- 『世界戯曲全集 第18巻（独墺篇 8）』近代社（独逸現代劇集） 1927年
  - 「若き人」ヨースト著
- 『タッソー』ゲーテ著, 譯註, 郁文堂書店(獨和對譯叢書) 1927年
- 『世界戯曲全集 第15巻（独墺篇 5 独逸近代劇集）』世界戯曲全集刊行会 1929年
  1. 「青春」マックス・ハルベ著
  2. 「枝線鉄道」ルートヴィヒ・トーマ著
- 『世界戯曲全集 第21巻（独墺篇 11 墺太利近代現代劇集）』世界戯曲全集刊行会 1929年
  - 「天国と地獄」コルンフェルト著
- 『群集＝人間 二十世紀社会革命劇』トルレル著, 金星堂(前衛文芸選集) 1930年
- 『世界戯曲全集 第17巻（独墺篇 7 カイゼル・ウンルウ集）』世界戯曲全集刊行会 1930年
  - 「ルイ・フエルデイナント・一時代」ウンルウ著
- 『情熱の書 第1部』ハウプトマン、上道直夫共訳, 春陽堂(世界名作文庫) 1933年
- 『ゲーテ全集 第5巻』ゲーテ全集刊行会 1935年
  - 「庶子 オイゲーニエ」
- 『ゲーテ全集 第8巻』ゲーテ全集刊行会 1935年
  - 「善良な婦人」
- 『三色菫・溺死』シュトルム著, 岩波文庫 1935年
- 『僧の婚礼』マイエル著, 岩波文庫 1936年
- 『雀横丁年代記』ヴィルヘルム・ラーベ著, 岩波文庫 1937年
- 『緑のハインリヒ』ゴットフリート・ケラー著, 岩波文庫 全4巻 1939-1941、改版1969年-1970年
- 『ベルタ・ガルラン夫人』シュニッツラー著, 岩波文庫 1940年
- 『聖者』マイエル著, 岩波文庫 1942年
- 『賢者の妻』シュニッツラー著, 綜合出版社 1948年
- 『ゲーテ短篇集』訳註、郁文堂書店 独和対訳叢書 1948年
- 『迷路』テオドール・フォンターネ著, 岩波文庫 1937年
- 『アンジェラ・ボルジャ』マイエル著, 岩波文庫 1949年
- 『三色菫』、国松孝二・春田伊久蔵共訳「シュトルム選集 3巻」清和書院 1958年
- 『水に墜つ』、川崎芳隆・国松孝二共訳「シュトルム選集 4巻」清和書院 1959年
- 『エーケンホーフ』「シュトルム選集 5巻」清和書院 1959年
- 『ハーデルスレーフフースの祭』、菅原政行共訳「シュトルム選集 7巻」清和書院 1959年[3]
- 『庶出の娘』(ゲーテ全集 4巻) 人文書院 1960年
- 『ゲーテとの対話抄』(ゲーテ全集 11巻) エッカーマン著, 人文書院 1961年
- 『名犬レンニー』(ザルテン動物文学全集 5) 白水社 1961年

## 参考
- 『百日紅』
- 『人物物故大年表』